# Термінал ЗПГ Nusantara Regas Satu
Термінал ЗПГ Nusantara Regas Satu — інфраструктурний об'єкт для прийому та регазифікації зрідженого природного газу, споруджений на північному узбережжі індонезійського острова Ява.
З першої половини 1990-х років розташовані у портово-індустріальній зоні Джакарти ТЕС Муара-Каранг і ТЕС Танджунг-Пріок отримували блакитне паливо з відкритих неподалік від узбережжя Яви офшорних родовищ по трубопроводу Арджуна – Муара-Каранг. Станом на початок 2010-х на тлі зростання енергоспоживання виник дефіцит природного газу, для покриття якого вирішили спорудити термінал по прийому ЗПГ. При цьому обрали схему із плавучим регазифікаційним терміналом, який фактично не потребував наземного майданчику та дозволяв зекономити на капітальних інвестиціях.
За 15 км від узбережжя в районі з глибинами 22 – 23 метра облаштували систему довготривалого швартування плавучої установки для зберігання та регазифікації ЗПГ. Останню законтрактували на 11 років (із можливістю пролонгації) у норвезької компанії Golar, яка надала судно Nusantara Regas Satu з резервуарами ємністю 125 000 м3 та потужністю з регазифікації у 14,1 млн м3 на добу.
Район стоянки установки сполучили з суходолом трубопроводом діаметром 600 мм до Муара-Каранг, при цьому транспортування блакитного палива до ТЕС Танджунг-Пріок відбувалось по вже існуючому газопроводу довжиною 12 км та діаметром 650 мм. В 2016-му ввели в дію наземну перемичку Муара-Каранг – Муара-Тавар довжиною 30 км та діаметром 600 мм, яка дозволила подавати регазифікований ресурс для ще однієї ТЕС Муара-Тавар (існують плани продовження цієї лінії за рахунок ділянки Муара-Тавар – Тегал-Геде, яка надасть сполучення із Західнояванським газопроводом). 
Перша поставка газу через термінал відбулась у травні 2012-го.
Особливістю терміналу є те, що він розрахований на прийом не імпортованого ресурсу, а виготовленого на індонезійських заводах зі зрідження природного газу, розташованих на інших островах країни – Бонтанг ЗПГ (Калімантан), Танггух ЗПГ (Нова Гвінея), Донггі Сеноро ЗПГ (Сулавесі).